# Paulding megye (Ohio)
Paulding megye az Amerikai Egyesült Államokban, azon belül Ohio államban található. Megyeszékhelye és legnagyobb városa Paulding. Lakosainak száma 18 806 fő (2020. április 1.). Paulding megye Defiance, Putnam, Van Wert és Allen megyékkel határos.

## Népesség
A megye népességének változása:
| Lakosok száma | 19 584 | 19 401 | 19 308 | 19 254 | 18 976 | 18 806 |
|               | 2010   | 2011   | 2012   | 2013   | 2015   | 2020   |